# 존 아일워드
존 에일워드(영어: John Aylward, 1946년 11월 7일 ~ 2022년 5월 16일)는 미국의 배우이다.

## 출연 작품

### 영화
- 마일스와 함께 집 짓기 (2016년)
- 밀리언 웨이즈 (2014년) - 윌슨 목사 역
- 비올라 (2012년)
- 워터 포 엘리펀트 (2011년) - 미스터 어윈 역
- 크레이지 (2010년) - 메이어 홉스 역
- 노먼 (2009년)
- 더 스파이 앤 더 스패로우 (2009년)
- 포페이트 (2007년)
- 더 그레이 맨 (2007년)
- 천상의 예언 (2006년)
- 노스 컨츄리 (2005년) - 핼스테드 판사 역
- 다운 위드 러브 (2003년)
- Path to War (2002)
- 배드 컴퍼니 (2002년)
- 비지터 3 - 저스트 비지팅 (2001년)
- D-13 (2000년)
- 21세기 도망자 (2000년)
- 캔트 스탑 댄싱 (1999년)
- 최종 판결 (1999년)
- 인스팅트 (1999년)
- 크리처 (1998년)
- 지구에서 달까지 (1998년)
- 아름다운 탈출 (1998년)
- 아마겟돈 (1998년) - 의사 뱅크스 역
- 에덴 (1996년)
- 어메이징 뮤턴트 (1993년) - 나일스 역
- 가면 뒤의 미소 (1992년)
- 알래스카의 빛 (1990년)
- 금발의 정사 (1989년)
- 3인의 탈주자 (1989년)

### 텔레비전
- ER (1996-2008)
- 더 프랙티스 (1997-2002)
- 엑스파일 (2002)
- 닙턱 (2004)
- 카니발 (2005)
- 웨스트 윙 (2005-06)
- 보스턴 리걸 (2006)
- 하우스 오브 라이즈 (2012) - K. 워런 데일 역